# Casanova Lonati
Casanova Lonati är en ort och kommun i provinsen Pavia i regionen Lombardiet i Italien. Kommunen hade 437 invånare (2018).